# Alejandro Hernández Máiquez
Alejandro "Alex" Hernández (Múrcia, Espanya, 12 de febrer de 1990) és un jugador de bàsquet espanyol que juga a la posició de base amb el Bàsquet Manresa.